# Миколай Медек
Микола́й Ме́дек (чеськ. Mikuláš Medek, 3 листопада 1926, Прага — † 23 серпня 1974, Прага) — чеський маля́р, онук художника-імпресіоніста Антоніна Славичека, сина генерала чехословацької армії та письменника Рудольфа Медека та брата журналіста Івана Медека. Його вважають одним із найважливіших представників чеського повоєнного сучасного живопису. Він був чоловіком фотографки Емілії Медкової.

## Біографія
Миколай Медек народився в сім’ї генерала Рудольфа Медека, а його брат був відомим публіцистом, журналістом і кореспондентом «Голосу Америки» Іваном Медеком. У 21-річному віці (у 1945 році) почав навчатися в Академії образотворчих мистецтв у Празі, захоплювався сюрреалізмом, але у 1949 році був виключений зі школи як син легіонера та генерала армії Першої Республіки (1920—1938). Змушений був працювати допоміжним працівником на заводі автомобілів «Шкода» в пражському районі Сміхові. Підробляв продаючи невеликі графічні та реставровані роботи. Допомагав Карелові Тейгові видавати художні колекції.
Наприкінці 1950-х років став визнаним художником та своєрідним гуру молодого покоління. Хоч і не брав участі у легендарних приватних виставках «Протистояння I» та «Протистояння II» художників, пов'язаних тоді з неофіційним неформальним рухом, до молодого покоління його приваблювала художньо-філософська спорідненість і він відвідував ці виставки. 
На початку 50-х років творчість Медека потрапила під вплив екзистенціалізму. В його творах проявляються заяви про тривожне, лякаюче або безнадійне, нестерпне становище людини. Персонажі (особливо жінки) на цих картинах  розміщуються в порожньому просторі й безжально деформуються («Велика страва», 1954-56, «Поцілунок», 1955). Стилізовані персонажі та простір навколо них сплющуються і втрачають описову деталізацію, художник переходить на шлях абстрактного живопису.
На картинах кінця 50-х початку 60-х років (наприклад, «Червона Венера», 1959) постаті лише віддалено нагадують людську подобу і для їх створення застосовується нова техніка малювання, крім олійних починає використовувати емалеві фарби. Багато з цих картин коливаються між зображеннями сильно стилізованої людської фігури та дивних машинних механізмів, що оживають як своєрідні загадкові істоти («Водохреще», 1966).
Після 1970 року Медек знову опинився в чорному списку. Він не міг знову виставлятися або робити проекти для публічного простору, а публікацію його монографії заборонили.
У 1974 році, у віці 47 років, Миколай Медек помер внаслідок тривалої хвороби, пов’язаної з діабетом. У 2002 році галерея Rudolfinum організувала велику ретроспективну виставку творів Медка. З нагоди виставки також відбувся симпозіум, на якому, серед іншого, було вивчено актуальність спадщини Медка.

## Огляд робіт
Багато робіт Медека є власністю галерей у Сіднеї, Нью-Йорку, Амстердамі, Роттердамі, Гамбурзі, Бохумі, Братиславі, Скоп'є та інших. Вони з'являються на аукціонах з колекцій приватних колекціонерів по всьому світу, наприклад, на Artnet [Архівовано 29 січня 2020 у Wayback Machine.] або на аукціоні у лютому 2019 року в Майерсі, штат Флорида.

## Творчість в архітектурні
- 1963-1965 — вівтарний живопис. Деканат святих Петра і Павла в Єдовниці[7].
- 1969 — «Сигнали», емаль та олія (318 х 71 см), у транзитному (оглядовому) ресторані. Новий зал реєстрації аеропорту Праги (Рузине, 1963-1969 роки), архітектори Карел Філсак, Іржі Луда, Ян Шрамек, Ярослав Майєр, Владимир Устохаль, Антонім Ванек.
- 1971 — «Хрестові стації», Церква святого Йосифа[cs] в Сенетаржові[cs].[8]